# Champa (Chattisgarh)
Champa ist eine Stadt im indischen Bundesstaat Chhattisgarh.
Die Stadt ist Teil des Distrikts Janjgir-Champa. Champa hat den Status eines Municipal Council. Die Stadt ist in 15 Wards gegliedert. Sie hatte am Stichtag der Volkszählung 2011 45.256 Einwohner, von denen 23.190 Männer und 22.066 Frauen waren. Die Alphabetisierungsrate lag 2011 bei 84,4 % und damit über dem nationalen Durchschnitt. Hindus bilden mit einem Anteil von ca. 94 % die Mehrheit der Bevölkerung in der Stadt. Muslime bilden mit einem Anteil von ca. 3 % eine Minderheit.
Der Bahnhof Champa ist ein Knotenpunkt der Strecke Haora-Nagpur-Mumbai zwischen Tatanagar und Bilaspur.